# Malou von Sivers
Marie-Louise von Sivers, känd som Malou von Sivers, född 15 januari 1953 i Brännkyrka församling i Stockholm, är en svensk journalist och programledare. Hon är sedan 1990 anställd på TV4, där hon synts i program som Gomorron, Malou möter… och Malou efter tio. Hon var före TV4-karriären en av grundarna av tidningen Elles svenska edition. 2014 tilldelades hon Lukas Bonniers stora journalistpris.

## Biografi

### Bakgrund
Malou von Sivers växte upp i Stockholm och Täby. Hon har bland annat i Sommar i P1 2016 berättat hur hon som barn blev misshandlad av fadern, men att familjen på ytan var en mönsterfamilj. Föräldrarna separerade när hon var 17 år. Hennes farfar Gustaf von Sivers och morfar Nimrod Dahlström var båda företagsledare.
Hon studerade journalistik på Poppius journalistskola i Stockholm och började på 1980-talet som reporter på Kvällsposten och Aftonbladet.
von Sivers har bakgrund som kvällstidningsreporter på både Aftonbladet och Expressen, där hon gjorde flera uppmärksammade wallraff och reportage, ofta med en feministisk vinkel. Exempelvis gjorde hon artikelserier om äldrevården där hon bland annat wallraffade som biträde, skrev reportage om psykvården där hon följde kuratorn Barbro Sandins arbete med att hjälpa unga schizofrena män och en uppmärksammad serie om belastningsskador.
1987 startade hon tidningen Elle i Sverige och verkade där som chefredaktör.

### TV4-karriär
1990 var hon en av dem som startade TV4. 1992 startade Malou von Sivers Nyhetsmorgon, som då hette Gomorron, tillsammans med Bengt Magnusson. Det var det första morgonprogrammet som gick varje dag i TV och blev snabbt populärt.
I programmet Malou möter..., som började sändas 1995, träffade hon några av världens mest kända personer i exklusiva intervjuer, bland andra Aung San Suu Kyi, Ingmar Bergman, Erland Josephson, Yoko Ono, Mikael Persbrandt, Thorsten Flinck, Kofi Annan, drottning Silvia och Britney Spears. Programmet med Ingmar Bergman blev mycket uppmärksammat och har visats i hela världen både på filmfestivaler och i utländska TV-kanaler.
Malou von Sivers har lett flera valdebatter i TV4, gjort partiledarintervjuer samt dokumentärer där hon följt Carl Bildt och Göran Persson. 
Mellan 2003 och 2004 var hon programledare för det direktsända intervjuprogrammet Hetluft tillsammans med Lennart Ekdal. von Sivers är sedan 2006 programledare för talkshowen Malou efter tio. Hon är både producent och programledare. Programmet är ett brett program med tittare i alla åldrar, men har fått kritik för pseudovetenskaplig alternativmedicin. Malous Bokklubb, Doktorerna och Malous Filosofiska Salong är populära inslag i programmet.
2007 reste von Sivers till Liberia och gjorde dokumentären Rita och Rufus som handlade om två barnsoldater. Samma år medverkade hon i underhållningsprogrammet Let's Dance tillsammans med danspartnern Björn Törnblom.

### Övriga aktiviteter och utmärkelser
2011 spelade hon en av huvudrollerna i Strindbergs Paria tillsammans med skådespelaren Moa Gammel på Liljevalchs. 2014 tilldelades hon Lukas Bonniers stora journalistpris med motiveringen "För att hon aldrig slår sig till ro i soffan.".
2016 debuterade hon som skönlitterär författare med novellen Var du lycklig farmor? på förlaget Novellix.
Säsongen 2016/2017 deltog von Sivers i programmet På spåret tillsammans med Sigge Eklund. Laget förlorade en match mot Johan Hilton och Kristin Lundell, och vann en match mot Kakan Hermansson och Jan Hermansson. Laget deltog även säsongen 2017/2018. Hon vann Kristallen 2021 i kategorin årets hederspris.

### Familj
Malou von Sivers är gift med journalisten Steen Haage (född 1951), son till konstnären Sixten Haage. Paret träffades 1978, har tre barn, och gifte sig först efter många år tillsammans. Sonen Sebastian von Sivers Haage har varit programledare för Nyhetsmorgon sedan 2018 och är producent för Efter fem.